# Маломаякский сельский совет
Маломаякский сельский совет (укр. Маломаяцька сільська рада, крымскотат. Büyük Lambat köy şurası) — административно-территориальная единица в подчинении Алуштинского городского совета АР Крым Украины (фактически до 2014 года); ранее до 1991 года — в составе Крымской области УССР в СССР, до 1954 года — в составе Крымской области РСФСР в СССР, до 1945 года — в составе Крымской АССР РСФСР в СССР. Население по переписи 2001 года — 4465 человек. Территория бывшего сельсовета находится на Южном берегу Крыма, у границы с Большой Ялтой.
К 2014 году состоял из 8 сёл и 3 посёлков:

| - Малый Маяк - Бондаренково - Виноградный - Запрудное - Кипарисное - Лавровое | - Лазурное - Нижнее Запрудное - Пушкино - Утёс - Чайка |

## История
Биюк-Ламбатский сельсовет был образован в начале 1920-х годов в составе Ялтинского района из которого в 1922 году был выделен Алуштинский район. Декретом ВЦИК от 4 сентября 1924 года Алуштинский район был упразднён и сельсовет вновь присоединили к Ялтинскому. По результатам всесоюзной переписи 17 декабря 1926 года Биюк-Ламбатский сельский совет включал 8 населённых пунктов с населением 1305 человек, в том числе 1 село Биюк-Ламбат (1218 человек), хутора Бабянский (24 человека), Головкинский (2 человека), Голопёпов (6 жителей), Голубев (20 жителей), Забнин (18), Карабах (11 человек) и Биюк-Ламбатская шоссейная будка на 119 км Южнобережного шоссе (6 жителей). На 1928 год, согласно Атласу СССР 1928 года, сельсовет входил в Карасубазарский район. Постановлением ВЦИК от 30 октября 1930 года был образован Алуштинский татарский национальный район (по другим данным — в 1937 году). Указом Президиума Верховного Совета РСФСР от 21 августа 1945 года Биюк-Ламбатский сельсовет был переименован в Маломаякский. С 25 июня 1946 года Маломаякский сельсовет в составе Крымской области РСФСР, а 26 апреля 1954 года Крымская область была передана из состава РСФСР в состав УССР. На 15 июня 1960 года в составе совета числились следующие населённые пункты:

| - Айвазовское - Бондаренково - Виноградный - Кипарисное - Лазурное | - Малый Маяк - Пушкино - Уютное - Чайка - Южное |

1 января 1965 года, указом Президиума ВС УССР «О внесении изменений в административное районирование УССР — по Крымской области», Алуштинский район был преобразован в Алуштинский горсовет. К 1968 году Айвазовское, Бондаренково, Утёс, Чайка и Южное (переименованое в посёлок Сказка) были переданы во Фрунзенский поссовет, в Маломаякский добавлены Запрудное, Лавровое и Нижнее Запрудное, тот же состав совета сохранялся и на 1977 год. С 12 февраля 1991 года сельсовет в восстановленной Крымской АССР, 26 февраля 1992 года переименованной в Автономную Республику Крым. С мая 2009 года посёлки Бондаренково, Утёс и Чайка вновь переданы в состав Маломаякского сельского совета. С 21 марта 2014 года в составе Крыма аннексирован Россией. Законом «Об установлении границ муниципальных образований и статусе муниципальных образований в Республике Крым» от 4 июня 2014 года территория административной единицы была объявлена муниципальным образованием со статусом сельского поселения.